# Wir gehen auf Bärenjagd
Wir gehen auf Bärenjagd (englischer Originaltitel We’re Going on a Bear Hunt) ist ein Bilderbuch des britischen Kinderbuchautors Michael Rosen aus dem Jahr 1989. Die Zeichnungen stammen von der Illustratorin und Kinderbuchautorin Helen Oxenbury. Die deutsche Erstausgabe wurde 1989 beim Sauerländer Verlag veröffentlicht.

## Inhalt
Fünf Geschwister, das jüngste noch ein Kleinkind, gehen mit ihrem Hund spazieren und müssen dabei immer wieder herausfordernde Hindernisse überwinden: Ein Gang durch hohes Gras, das Durchwaten einen Flusses, das Überqueren einer schlammigen Landschaft, einen dichten Wald und einen Schneesturm. Schließlich treffen sie in einer Höhle auf einen Bären, der der flüchtenden Familie hinterherjagt. Alle Herausforderungen des Hinwegs müssen auf dem Rückweg erneut gemeistert werden. Die fünf Kinder schaffen es haarscharf, ihr zu Hause zu erreichen und die Haustür gerade noch vor dem Bären zuzuschlagen.

## Hintergrund
Die Geschichte geht auf ein Volkslied zurück, das in US-amerikanischen Sommercamps gesungen wurde. Rosen hörte das Lied erstmals Ende der 1970er Jahre und baute es in eines seiner Bühnenprogramme ein. Der Herausgeber von Walker Books hörte es und überredete Rosen, ein Kinderbuch daraus zu machen.

## Rezeption
Claire Watts schreibt in ihrer Rezension: „Der mitreißende Text macht etwas besonderes aus der Handlung: Die Wiederholungen helfen, das Tempo zu halten, und dank wechselnder Rhythmen wird es nie langweilig. Oxenburgs Bilder verleihen der Geschichte Tiefgang.“ Marianne Piller schreibt im School Library Journal: „Die Gesichter der Figuren sind rund und voller Ausdruck. Der Reim ist in einer großen, fast kalligrafischen Schrift gedruckt, die lautmalerisch von der Seite springt: Wischel waschel durchs Gras, quietsch quatsch durch den Matsch oder holper stolper durch den Wald.“ Daniel Hahn kommt in seiner Rezension zu dem Schluss: „Ein Bilderbuch-Klassiker! Wir gehen auf Bärenjagd ist seit mehr als einer Generation eines der beliebtesten Vorlesebücher für die Jüngsten.“

## Besonderheiten
Die Hürden, denen die Familie auf ihrem Spaziergang begegnet, sind jeweils in Schwarz-Weiß gezeichnet – wie die Familie die Herausforderungen meistert, ist auf der Folgeseite in Farbe gezeichnet. Die in der Geschichte gezeigte Familie besteht aus fünf Geschwisterkindern. Der älteste Bruder wird von vielen Lesern irrtümlich für den Vater der Kinder gehalten, die fünf Kinder sind jedoch an Helen Oxenburs eigne Kinder angelehnt.

## Auszeichnungen
Das Buch gewann 1989 den Nestlé Smarties Book Prize, den Boston Globe–Horn Book Honor-Award, den Preis School Library Journal Best Book of the Year und den Preis Mainichi Newspapers Japanese Picture Book Award, Outstanding Picture Book from Abroad.

## Referenzen
Wir gehen auf Bärenjagd ist in dem literarischen Nachschlagewerk 1001 Kinder- und Jugendbücher – Lies uns, bevor Du erwachsen bist! für die Altersstufe 0–3 Jahre enthalten.

## Adaptionen
Das Buch wurde von der Regisseurin Sally Cookson als Bühnenstück adaptiert. Die Musik stammt von Benji Bower und das Design von Katie Sykes. 2016 wurde We’re Going on a Bear Hunt unter demselben Titel als 30-minütiger Fernseh-Kurzfilm unter der Regie von Joana Harrison und Robin Shaw realisiert.

## Ausgaben
- We’re Going on a Bear Hunt. Walker Books, UK 1989 (englisch, librarything.com).
- Wir gehen auf Bärenjagd. Sauerländer, 1989. (deutsche Erstausgabe)